# Vukovar
Vukovar (in ungherese Vukovár; in tedesco Wukowar) è una città croata di 30 126 abitanti.

## Geografia fisica
È localizzata a 20 km a est di Vinkovci, 36 km a sud-est di Osijek con un'elevazione di 108 metri. Vukovar è situata sulla strada statale (D2) Osijek-Vukovar-Ilok e sulla ferrovia Vinkovci-Vukovar.
È dotata del più grande porto fluviale nella parte orientale della Croazia situato alla confluenza del fiume Vuka nel Danubio. Vukovar è il centro della contea di Vukovar e della Sirmia.

## Storia
La città fu pesantemente coinvolta nelle guerre jugoslave (fra 1990 e 1995 circa, vedi anche guerra d'indipendenza croata) nel corso della battaglia di Vukovar, quando le truppe dell'esercito federale jugoslavo JNA, fedeli al governo di Belgrado, la strinsero sotto assedio per tre mesi e, sottoponendola al tiro dei mortai con lo scopo di piegarne la resistenza, distrussero la maggior parte delle costruzioni. Le milizie serbe, penetrando in città, commisero operazioni di pulizia etnica e crimini di guerra nei confronti della popolazione civile.
In un censimento del 2001, la popolazione cittadina ammontava a 30.126 abitanti, 31.670 abitanti contando coloro che vivono nella totalità della municipalità. Nel 1991, prima dello scoppio della guerra, la popolazione ammontava a 45.150 abitanti, il 52% erano croati, il 34% serbi.

## Monumenti e luoghi d'interesse
Tra le varie costruzioni di pregio storico/artistico, considerevolmente danneggiate nella recente guerra, le più interessanti sono il castello della famiglia Eltz dal XVIII secolo, costruzioni barocche nel centro della città, il monastero francescano, la parrocchiale dei SS. Filippo e Giacomo, la chiesa ortodossa di San Nicola, la casa natia del vincitore del Premio Nobel Lavoslav Ružička. Simbolo delle sofferenze della città durante la battaglia di Vukovar è l'acquedotto cittadino, che reca ancora oggi ben visibili i segni del tiro dell'artiglieria.
Fuori città, sulle sponde del Danubio verso Ilok, è presente un sito archeologico, Vucedol. Il vaso rituale chiamato Vucedol Dove (vučedolska golubica) è considerato il simbolo di Vukovar. Vučedol è anche ben conosciuta come destinazione per escursioni, specialmente la bellissima spiaggia sabbiosa su Orlov Otok (Isola dell'aquila).
Il Museo della cultura di Vučedol istituito nel 2013 e inaugurato nel 2015 è legato al sito archeologico di Vučedol che è uno dei più antichi d'Europa. Nel 2021 il sito ha ottenuto il Marchio del patrimonio europeo.

## Economia
Vukovar è la più grande città portuale sul Danubio della Croazia.
La sua economia è basata sull'agricoltura, viticoltura, allevamento di bestiame, tessile, industria di trasformazione alimentare e turismo.

## Amministrazione

### Consolati
A Vukovar è presente il consolato generale della Serbia.

### Gemellaggi
Vukovar è gemellata con:
- Ragusa, dal 1993
- Sebenico, dal 2011
- Signo, dal 2011
- Traù, dal 2011
- Bač, dal 2011
- Bački Petrovac, dal 2011
- Mostar, dal 2012
- Sarajevo, dal 2012
- Dugopoglie, dal 2014
- Škabrnja, dal 2015
- Macarsca, dal 2015
- Tenin, dal 2015
- Zagabria, dal 2016

## Sport
Impianti sportivi e ricreativi sono presenti presso la confluenza del fiume Vuka nel Danubio, sulle passeggiate lungo il Danubio e sulle spiagge. Il bagno è possibile nei mesi estivi. La pesca all'amo è molto popolare sia sul fiume Vuka sia sul Danubio con la presenza di siluri, persici, carpa e luccio.
Vukovar era la città natale dell'ex calciatore ed allenatore di calcio Siniša Mihajlović (1969-2022).

## Galleria d'immagini

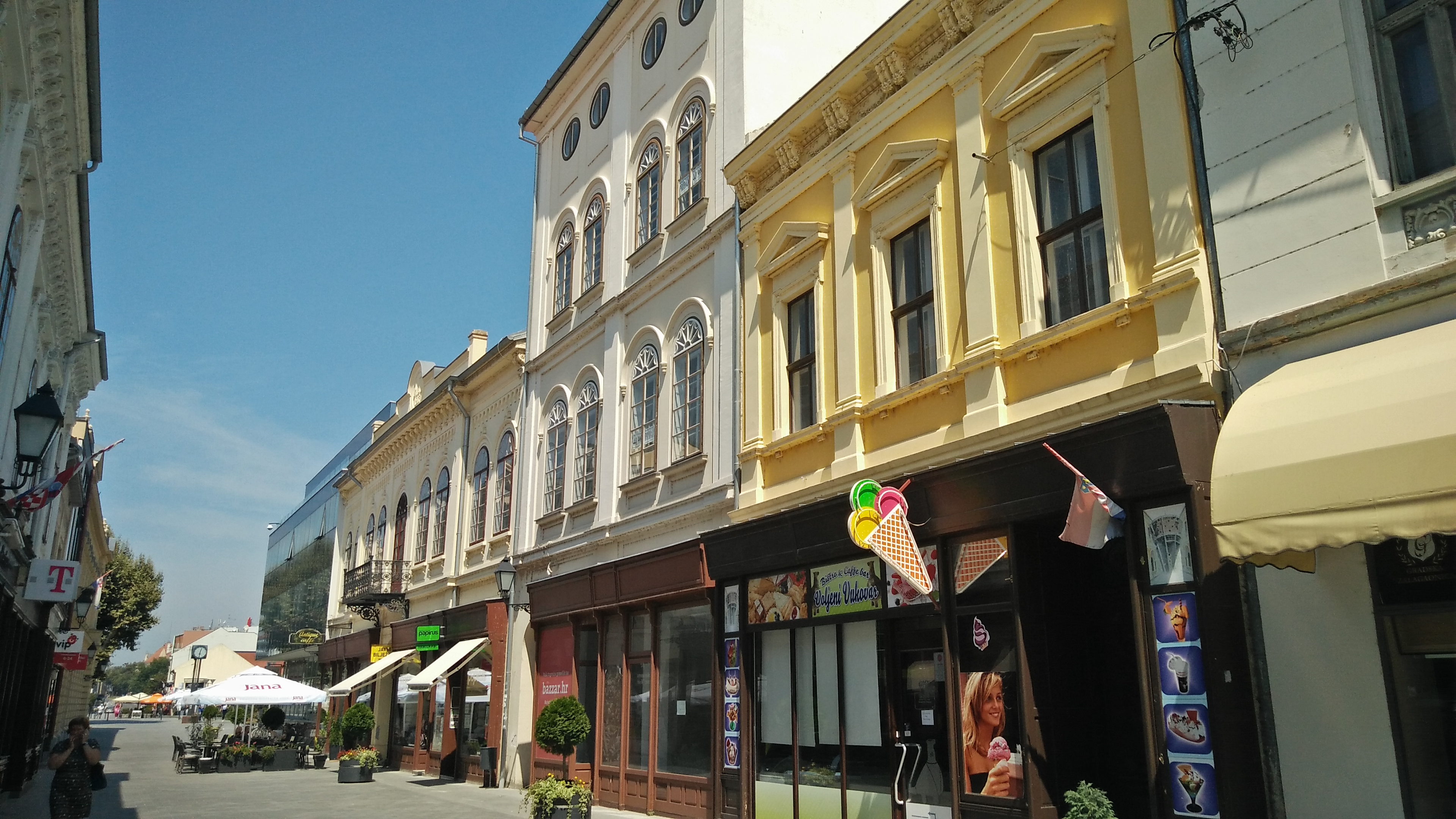
Strada di Vukovar
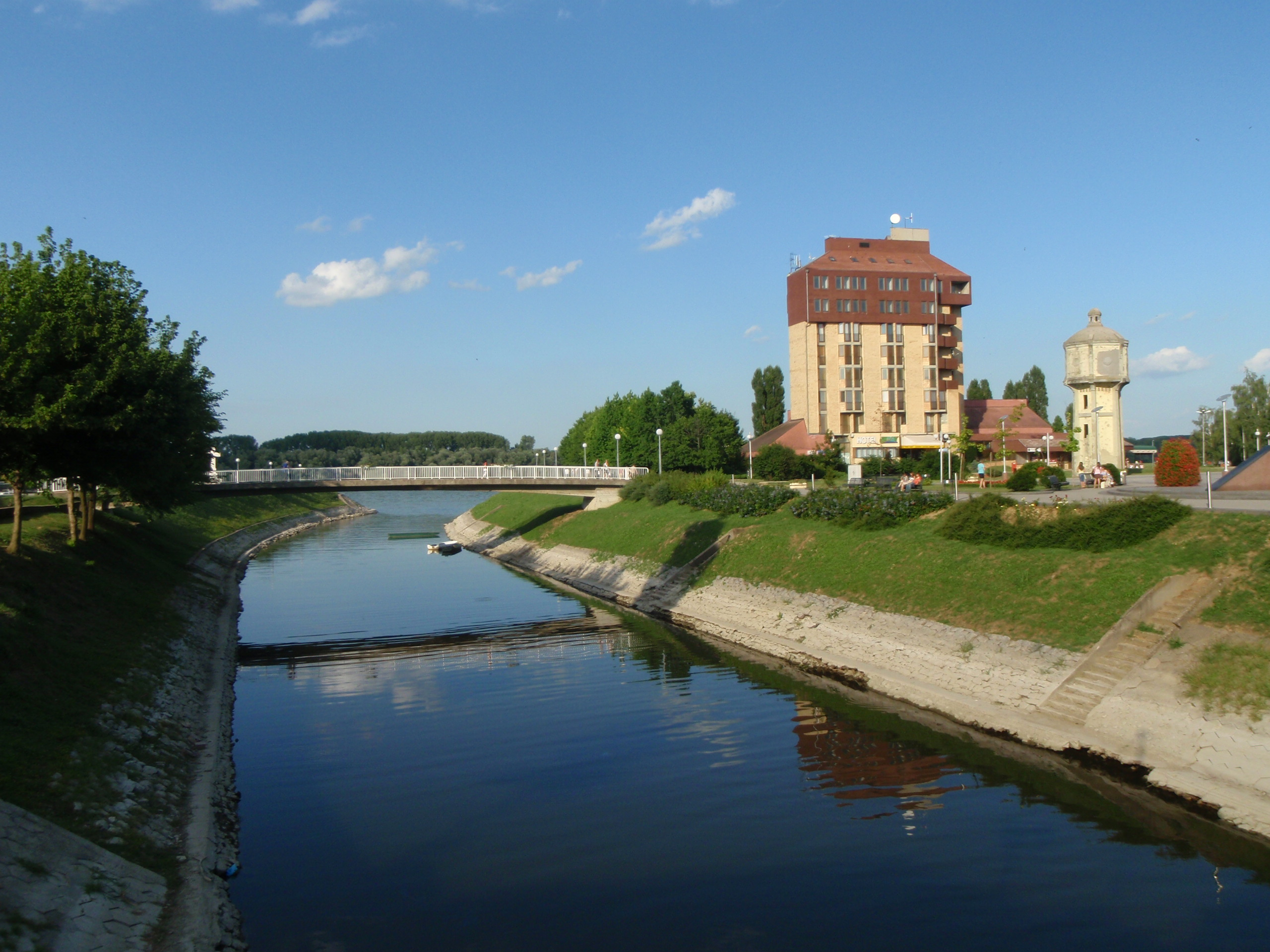
Fiume Vuka
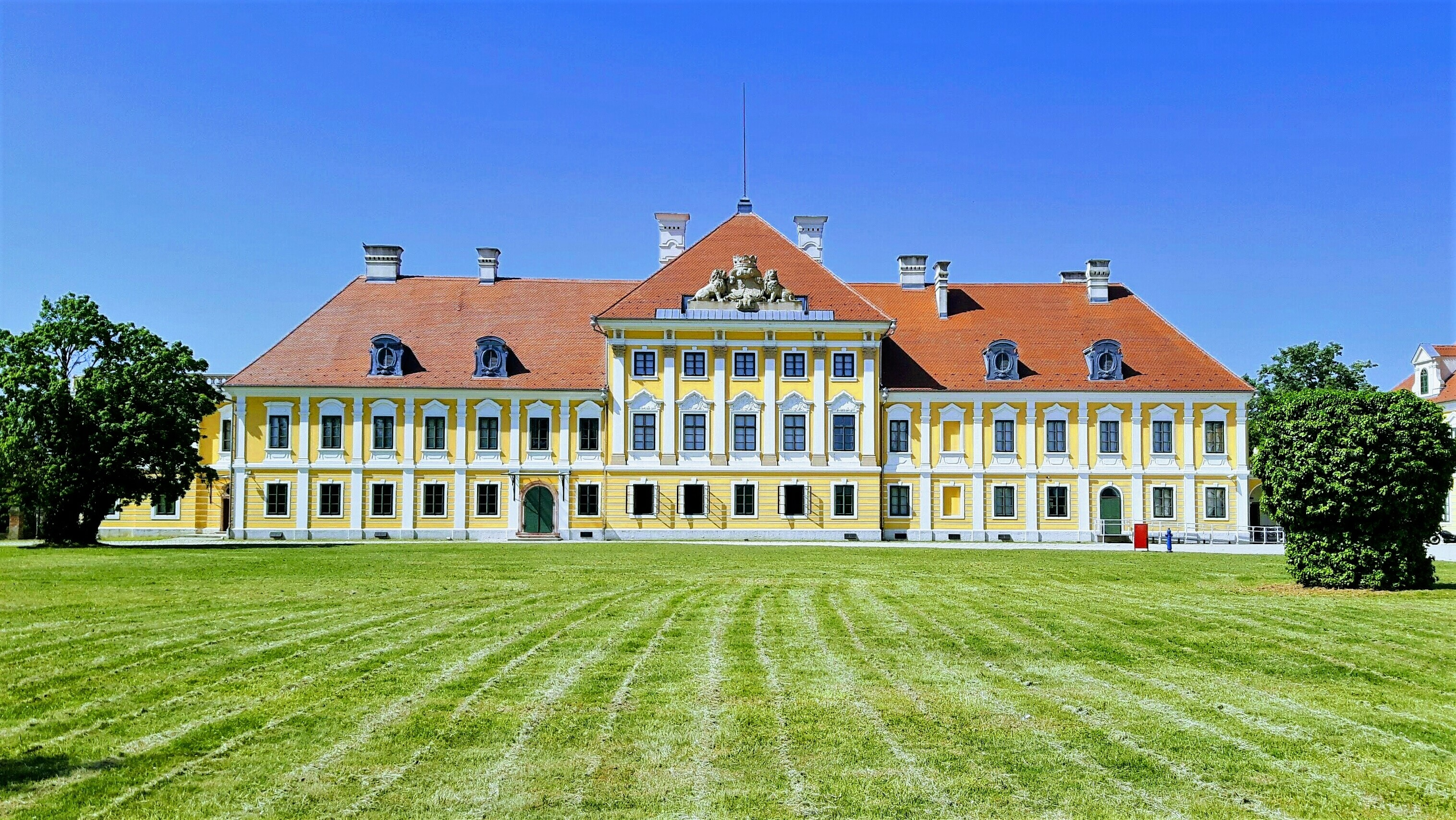
Castello di Eltz
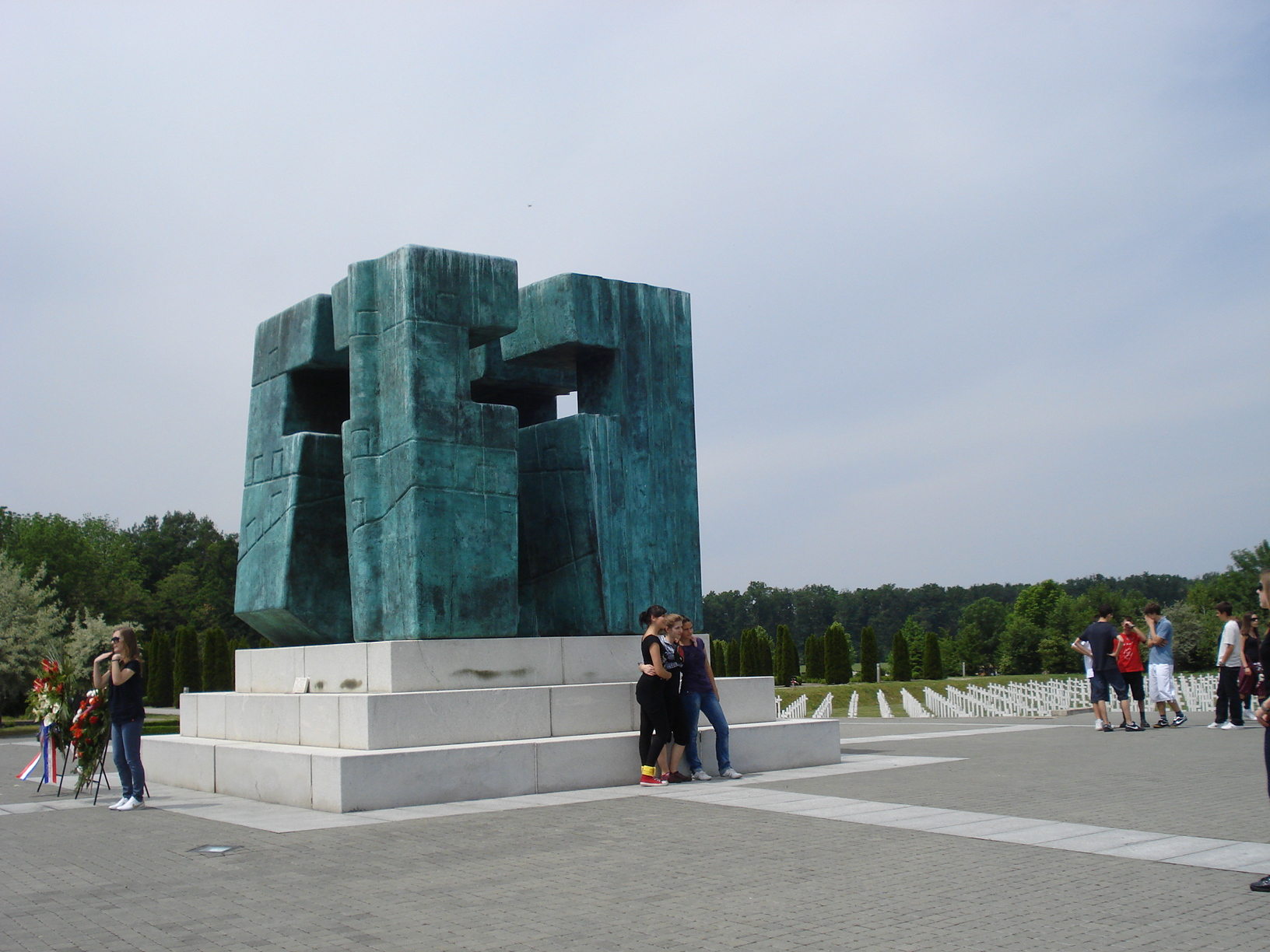
Memoriale alle vittime della guerra d'indipendenza croata
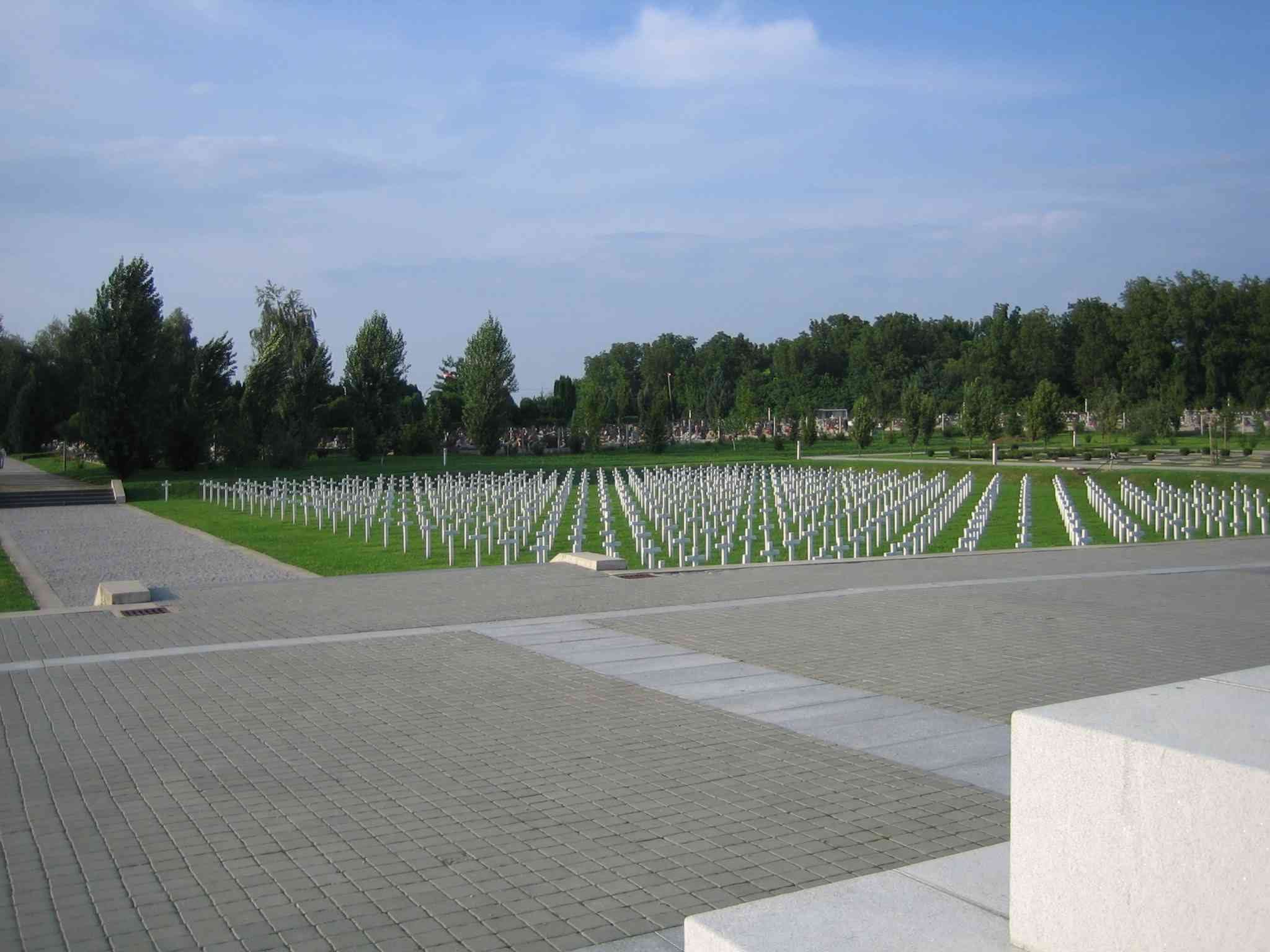
Memoriale, cimitero
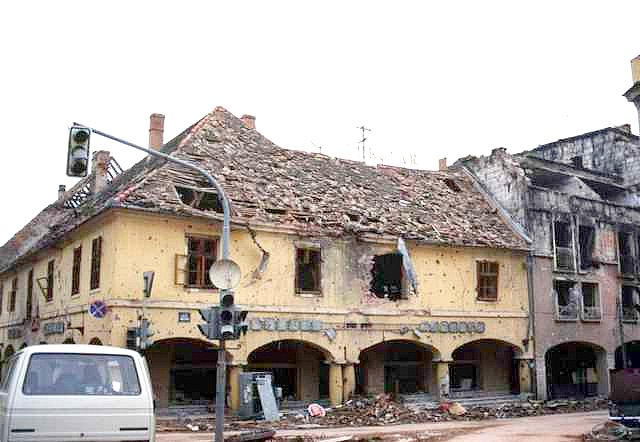
Rovine a Vukovar durante la guerra d'indipendenza